# Бирюковка (Алтайский край)
Бирюковка — исчезнувший посёлок в Благовещенском районе Алтайского края России. На момент упразднения входил в состав Леньковского сельсовета. Исключен из учётных данных в 1983 году.

## География
Посёлок находился в западной части Алтайского края, в степной зоне, на региональной дороге 01К31 "Леньки - Плотава", на расстоянии примерно 2,5 километров (по прямой) к юго-востоку от села Дмитриевка.

## История
Был основан в 1926 году. В 1928 г. выселок Бирюковский состоял из 37 хозяйств. В административном отношении входил в состав Леньковского сельсовета Благовещенского района Славгородского округа Сибирского края.
В 1930-е годы образован Колхоз «Восточная заря». С 1950-х годов являлся отделением колхоза «Красное знамя», а позже «Леньковский».

## Население
В 1926 году на веселках проживало 200 человек (103 мужчины и 97 женщин), основное население — русские